# Daniel Altmaier
Daniel Altmaier (* 12. září 1998 Kempen, Severní Porýní-Vestfálsko) je německý profesionální tenista. Ve své dosavadní kariéře na okruhu ATP Tour nevyhrál žádný turnaj. Na challengerech ATP a okruhu ITF získal šestnáct titulů ve dvouhře a šest ve čtyřhře.
Na žebříčku ATP byl ve dvouhře nejvýše klasifikován v říjnu 2023 na 47. místě a ve čtyřhře v lednu téhož roku na 300. místě. Trénuje ho bývalý hráč první světové desítky Alberto Mancini z Argentiny.
V německém daviscupovém týmu debutoval v roce 2023 trevírskou kvalifikací proti Švýcarsku, v níž prohrál závěrečnou dvouhru se Stanem Wawrinkou. Švýcaři zvítězili  3:2 na zápasy. Do listopadu 2023 v soutěži nastoupil ke dvěma mezistátním utkáním s bilancí 1–1 ve dvouhře a 0–0 ve čtyřhře.

## Soukromý život
Narodil se roku 1998 v Kempenu, městě ležícím v Severním Porýní-Vestfálsku, do rodiny Ukrajince Jurije a Rusky Galiny Altmaierových. Má sestru Evelyn. Tenis začal hrát v sedmi letech. Za preferovaný povrch uvedl tvrdý a za silný úder bekhend. Hovoří německy, rusky a anglicky.

## Tenisová kariéra
Na okruhu ATP Tour debutoval v 18 letech květnovým Geneva Open 2017. Do hlavní soutěže postoupil z kvalifikace přes Čecha Petra Michneva. Na úvod dvouhry jej zdolal osmadvacátý hráč žebříčku Sam Querrey. První zápas vyhrál na červnovém Antalya Open 2017, kde jako šťastný poražený kvalifikant rozhodl o výhře nad Dominikáncem Víctorem Estrellou Burgosem až v tiebreaku závěrečné sady. Přes Turka Marsel İlhan postoupil do čtvrtfinále opět po zvládnuté zkrácené hře třetího setu. V něm jej zastavila světová šestašedesátka a pozdější vítěz Júiči Sugita z Japonska.
Grandslamový debut zaznamenal jako 22letý z pozice 186. muže klasifikace v mužském singlu French Open 2020 po zvládnuté tříkolové kvalifikaci. V ní na jeho raketě zůstali Tallon Griekspoor, Hiroki Morija a Ruben Bemelmans. Ve dvouhře se pak probojoval jako pátý pařížský kvalifikant od roku 2000 až do osmifinále. Ve vítězných duelech s Felicianem Lópezem, turnajovou třicítkou Janem-Lennardem Struffem a osmým tenistou světa Matteem Berrettinim přitom neztratil žádný set. Proti Italovi dosáhl první kariérní výhry nad členem elitní světové desítky. Ve čtvrtém kole však nenašel recept na hráče ze světové dvacítky Pabla Carreña Bustu a nestal se tak nejníže postaveným čtvrtfinalistou Roland-Garros od Leconta z roku 1992, kdy mu patřilo 200. místo.
První dvě semifinále na túře ATP si zahrál na dvou navazujících antukových turnajích, Croatia Open Umag 2021 a Generali Open Kitzbühel 2021. Na prvním z nich jej zdolal Francouz Richard Gasquet a na druhém Španěl Pedro Martínez. Do hlavní soutěž série Masters premiérově nastoupil na říjnovém BNP Paribas Open 2021 v Indian Wells. Nejdříve oplatil porážku Querreymu a poté jej vyřadil osmadvacátý muž světa Grigor Dimitrov. Průnik mezi sto nejlepších tenistů zaznamenal po finále na knoxvillském challengeru 15. listopadu 2021, když mu na žebříčku ATP patřila 98. příčka. V sezóně 2022 prožil premiéru na Australian Open, Wimbledonu i US Open, ale vždy skončil v úvodním kole. Na Mutua Madrid Open 2023 postoupil do prvního čtvrtfinále Mastersu, přestože již v kvalifikaci podlehl Rakušanu Juriji Rodionovovi. Účast v madridské dvouhře mu zajistilo až odstoupení Carreña Busty. Přes krajana Yannicka Hanfmanna a Španěla Jaumeho Munara se probojoval mezi poslední osmičku hráčů. V této fázi nestačil na Chorvata Bornu Ćoriće.

## Tituly na challengerech ATP a okruhu ITF
| Legenda                |
| ---------------------- |
| Challengery (7 D; 0 Č) |
| ITF (9 D; 6 Č)         |

### Dvouhra (16 titulů)
| Č. | datum         | turnaj                                | povrch      | poražený finalista      | výsledek                |
| -- | ------------- | ------------------------------------- | ----------- | ----------------------- | ----------------------- |
| 1. | červen 2016   | Havré, Belgie                         | antuka      | Maxime Authom           | 6–2, 6–2                |
| 2. | červenec 2016 | Knokke, Belgie                        | antuka      | Casper Ruud             | 6–7(3–7), 6–1, 7–6(7–3) |
| 3. | Dec 2016      | Dauhá, Katar                          | tvrdý       | Jonny O'Mara            | 7–5, 6–3                |
| 4. | únor 2017     | Bellevue, Švýcarsko                   | koberec (h) | Tim Pütz                | 7–5, 7–6(7–5)           |
| 5. | duben 2017    | Dauhá, Katar                          | tvrdý       | Antoine Escoffier       | 6–4, 6–3                |
| 6. | červen 2019   | Kaltenkirchen, Německo                | antuka      | Christian Lindell       | 6–1, 6–3                |
| 7. | listopad 2019 | Malibu, Spojené státy                 | tvrdý       | Alexander Sarkissian    | 6–2, 6–4                |
| 8. | listopad 2019 | East Lansing, Spojené státy           | tvrdý (h)   | Michael Geerts          | 4–6, 6–3, 6–0           |
| 9. | Dec 2019      | Santo Domingo, Dominikánská republika | tvrdý       | Jan Choinski            | 6–3, 4–6, 6–4           |
| 1. | červenec 2021 | Braunschweig, Německo                 | antuka      | Henri Laaksonen         | 6–1, 6–2                |
| 2. | srpen 2021    | Lüdenscheid, Německo                  | antuka      | Nicolás Jarry           | 7–6(7–1), 4–6, 6–3      |
| 3. | listopad 2021 | Puerto Vallarta, Mexiko               | tvrdý       | Alejandro Tabilo        | 6–3, 3–6, 6–3           |
| 4. | May 2022      | Heilbronn, Německo                    | antuka      | Andrej Martin           | 3–6, 6–1, 6–4           |
| 5. | říjen 2022    | Lima, Peru                            | antuka      | Tomás Martín Etcheverry | 6–1, 6–7(4–7), 6–4      |
| 6. | listopad 2022 | Guayaquil, Ekvádor                    | antuka      | Federico Coria          | 6–2, 6–4                |
| 7. | duben 2023    | Sarasota, Spojené státy               | antuka      | Daniel Elahi Galán      | 7–6(7–1), 6–1           |

### Čtyřhra (6 titulů)
| Č. | datum         | turnaj              | povrch      | spoluhráč        | poražení finalisté                       | výsledek              |
| -- | ------------- | ------------------- | ----------- | ---------------- | ---------------------------------------- | --------------------- |
| 1. | únor 2015     | Colombo, Srí Lanka  | antuka      | Tom Schönenberg  | José Checa Calvo Rui Machado             | 6–7(6–8), 6–3, [11–9] |
| 2. | Sep 2016      | Damme, Belgie       | antuka      | Marvin Netuschil | Oscar Otte Tom Schönenberg               | 6–2, 6–0              |
| 3. | říjen 2016    | Pula, Itálie        | antuka      | Marvin Netuschil | Claudio Fortuna Omar Giacalone           | 6–2, 6–0              |
| 4. | listopad 2016 | Mishref, Kuvajt     | tvrdý       | Fred Simonsson   | Sandžar Fajzijev Šonigmatdžon Šofajzijev | 7–6(7–3), 6–2         |
| 5. | listopad 2016 | Mishref, Kuvajt     | tvrdý       | Marcus Willis    | Roy de Valk Ronan Joncour                | 6–1, 6–1              |
| 6. | únor 2017     | Bellevue, Švýcarsko | koberec (h) | Marvin Netuschil | Maximilian Neuchrist David Pel           | 7–5, 1–6, [11–9]      |